# Monastiraki
Monastiraki (in neogreco Μοναστηράκι 'piccolo monastero') è un quartiere e un mercato all'aperto ad Atene, e uno dei principali distretti commerciali della città.

## Descrizione
La zona deve il suo nome alla piazza Monastiraki, che a sua volta porta il nome della chiesa bizantina di Pantanassa, che si trova dentro la piazza. Le principali strade di questa zona sono la Pandrossou e l'Adrianou. L'area è la sede del mercato delle pulci; vi si trovano di negozi di vestiti, negozi di souvenirs e negozi specializzati, ed è un'importante attrazione turistica ad Atene e nell’Attica per gli affari.
Nella piazza si trova anche la moschea Tzistarakis. La stazione della metro di Monastiraki, situata nella piazza, serve sia alla Linea 1 che alla Linea 3 della Metro di Atene.

## Galleria d’immagini

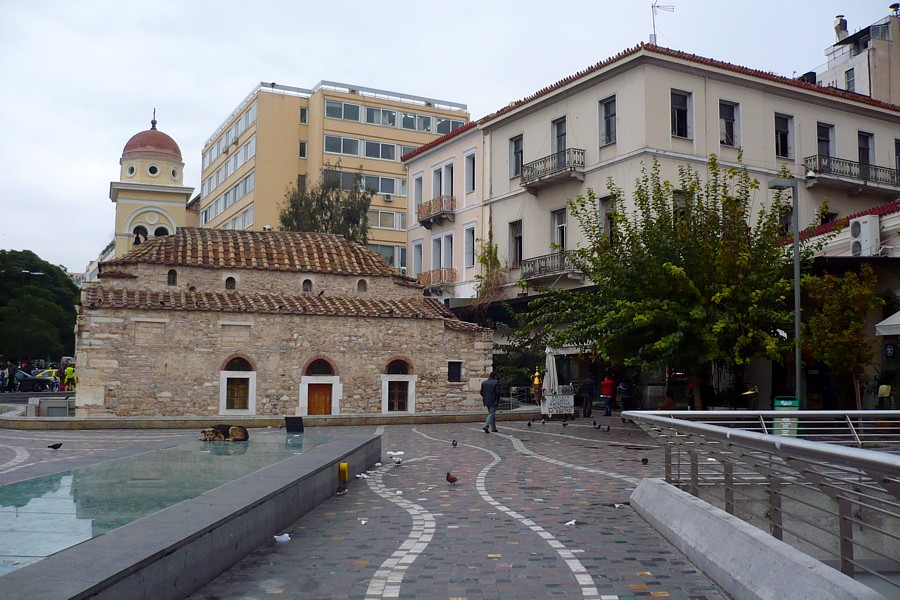
Chiesa Pantanassa.
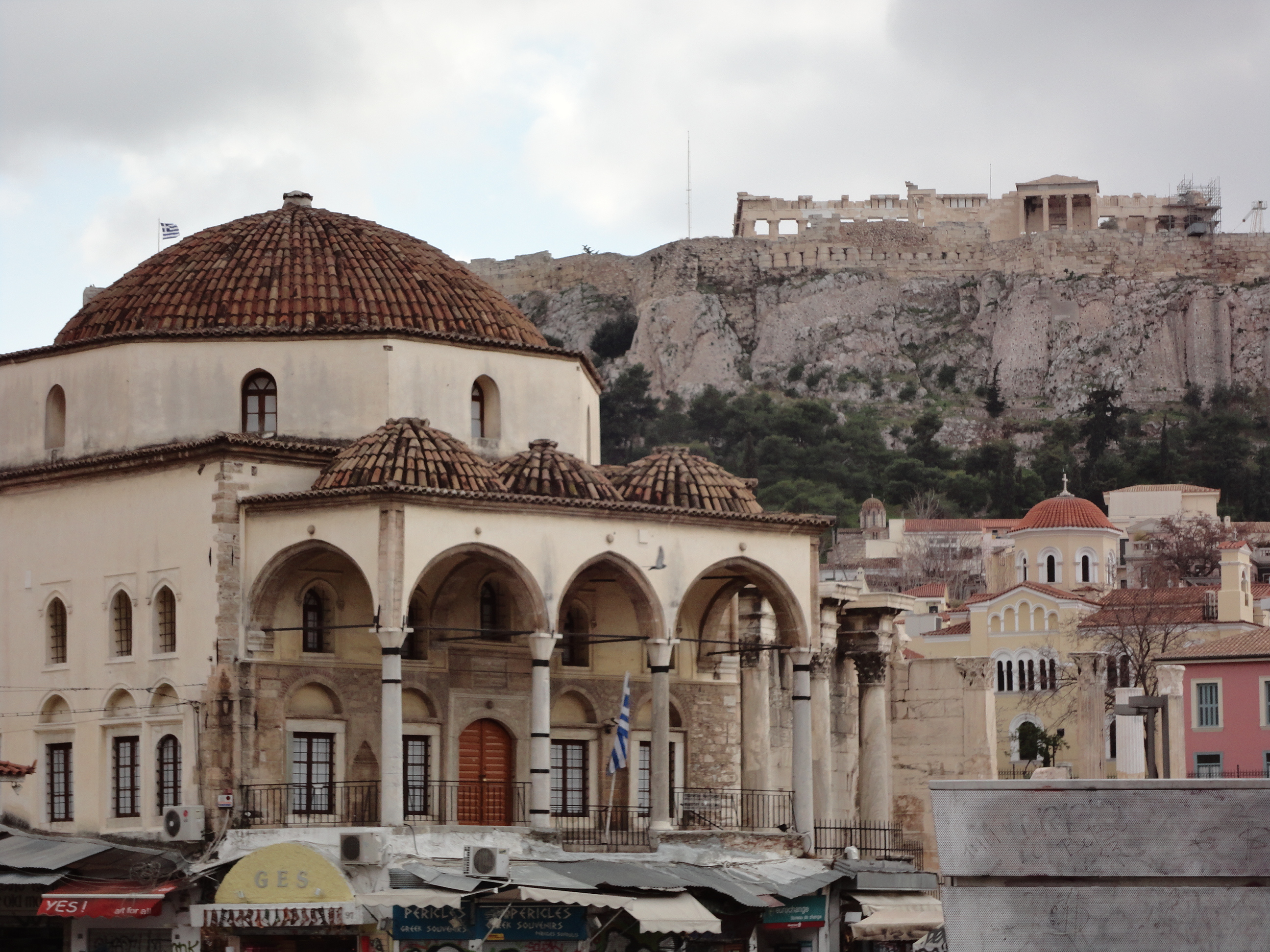
Moschea Tzistarakis. In fondo, l'Acropoli.
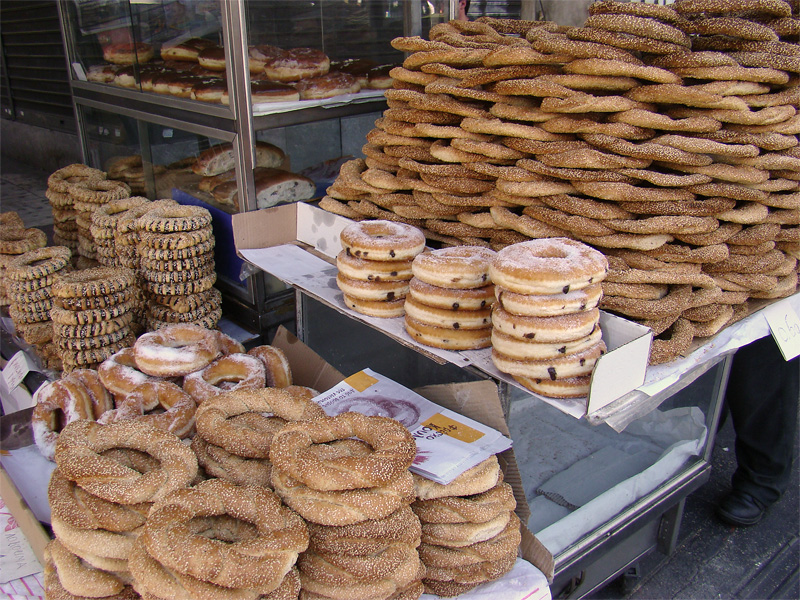
Diversi tipi di koulouris.
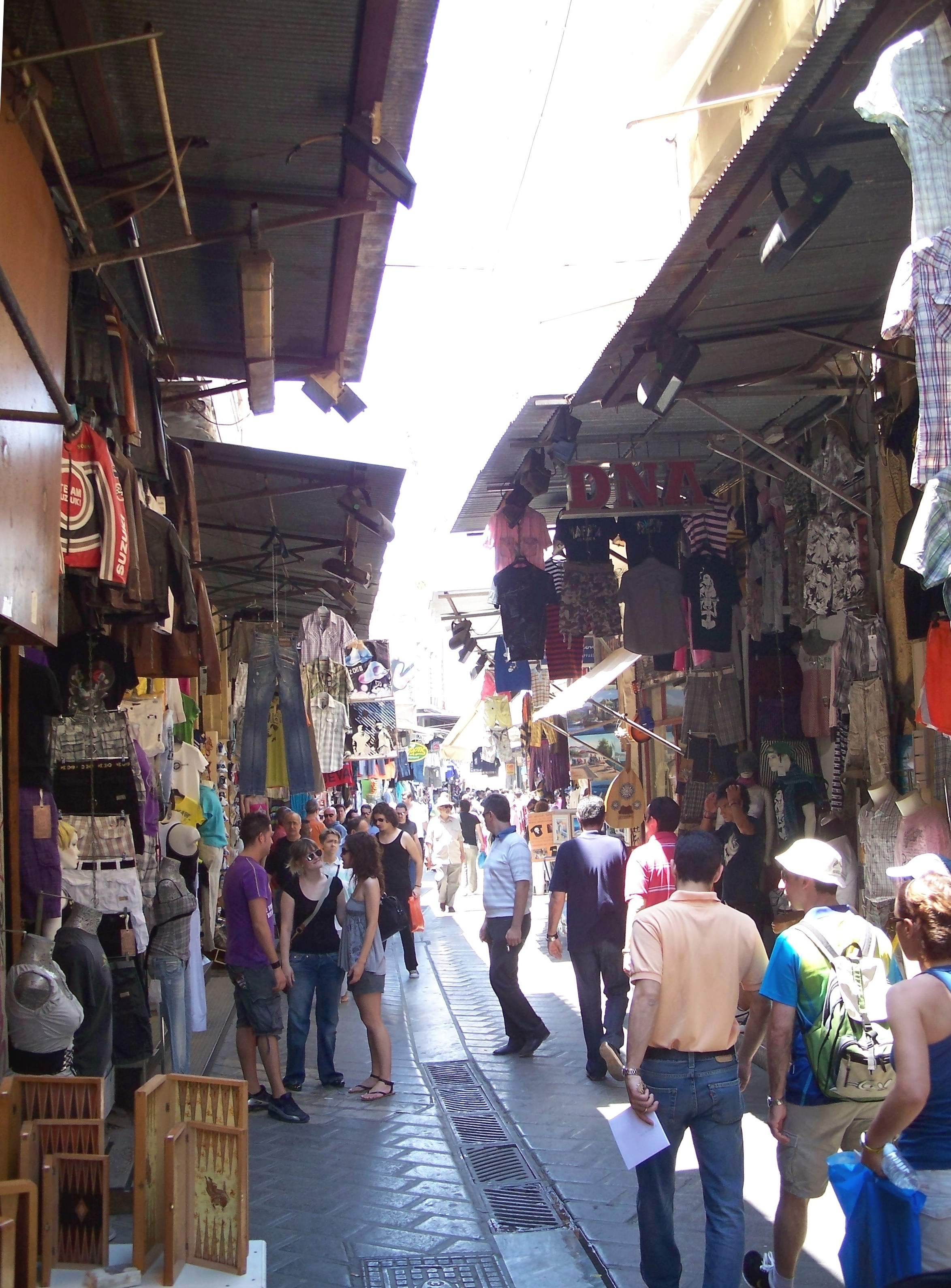
Mercato di Monastiraki.